# Lotononis debilis
Lotononis debilis är en ärtväxtart som beskrevs av George Bentham. Lotononis debilis ingår i släktet Lotononis och familjen ärtväxter. Inga underarter finns listade i Catalogue of Life.